# Filharmonia w Odessie
Filharmonia w Odessie (ukr. Одеська обласна філармонія) - jeden z budynków Odessy przełomu XIX i XX wieku mieszczący filharmonię, położony przy ul. Bunina. Architektonicznym kształtem przypomina Pałac Dożów w Wenecji.

## Historia
Kamień węgielny pod budowę gmachu położono we wrześniu 1894 roku z okazji stulecia powstania miasta. Pierwotnie budynek miał mieścić giełdę miejską, z tego też powodu jego westybul jest udekorowany sześcioma płytami autorstwa N. Karazina, które ilustrują historię światowego handlu. 
Międzynarodowy konkurs na kształt gmachu wygrał wiedeński architekt V. Prohazka, jednak ostateczne plany zostały skorygowane przez Alexandra Bernardacciego, który zostawił po sobie również inne budynki na terenie Odessy: Bank Rosyjski przy Puszkińskiej 10, „Czerwony Hotel” (Krasnaja otiel), dworzec kolejowy oraz zaprojektował pomnik cara Aleksandra II w Parku Aleksandrowskim (ob. Szewczenki). 
Budowa została zakończona w 1898 roku, od 1924 roku gmach mieści odeską filharmonię. 

## Architektura
Gmach jest w stanie pomieścić ponad tysiąc osób – liczy 15 metrów wysokości i ma powierzchnię 910 metrów kwadratowych. Ze względu na brak kolumn w głównym pomieszczeniu, jego budowa pochłonęła znaczne środki z budżetu miasta. 
Główne wejście do filharmonii prowadzi przez zadaszoną galerię zwaną loggią - jej sufit jest ozdobiony malowidłami przedstawiającymi 12 znaków zodiaku. 
Wnętrze budynku wyłożono ciemnym cedrem libańskim, futryny okien są pokryte marmurem z Carrary. 
Od 1991 roku na czele orkiestry filharmonii stoi amerykański dyrygent Hobart Earle. 